# Sösjön (Bräcke socken, Jämtland)
Sösjön är en sjö i Bräcke distrikt (Bräcke socken) i Bräcke kommun, Jämtlands län (Jämtland) som ingår i Ljungans huvudavrinningsområde. Sjön har en area på 1,7 kvadratkilometer och ligger 384 meter över havet. Sjön avvattnas av vattendraget Sösjöbäcken som rinner ut i Revsundssjön. Öster om sjön ligger småorten Sösjö.

## Delavrinningsområde
Sösjön ingår i det delavrinningsområde (696163-148383) som SMHI kallar för Utloppet av Sösjön. Medelhöjden är 424 meter över havet och ytan är 11,57 kvadratkilometer. Det finns inga avrinningsområden uppströms utan avrinningsområdet är högsta punkten. Sösjöbäcken som avvattnar avrinningsområdet har biflödesordning 3, vilket innebär att vattnet flödar genom totalt 3 vattendrag innan det når havet efter 204 kilometer. Avrinningsområdet består mestadels av skog (63 procent) och öppen mark (11 procent). Avrinningsområdet har 1,7 kvadratkilometer vattenytor vilket ger det en sjöprocent på 14,6 procent.